# Szanhenré Szeuadzstu
Szanhenré Szeuadzstu az ókori egyiptomi XIII. dinasztia egyik uralkodója. Memphiszből kormányzott, i. e. 1675-től, 3 évig és 2-4 hónapig.

## Említései
Szanhenré Szeuadzstut korabeli források nem említik, kizárólag a torinói királylistán szerepel. Ennek oka az lehet, hogy abban az időben élt, amikor a központi hatalom egyre inkább meggyengült. A torinói papiruszon a 7. oszlop 5. sorában említik, Merhotepré Ini után; uralkodását 3 év 2-4 hónapra teszik.
Kim Ryholt feltételezése szerint Szanhenrét a karnaki királylista is említi, de írnoki hiba következtében más néven. A listán valóban szerepel kétszer a Szeuadzsenré és kétszer a Szenofer[…]ré uralkodói név, Ryholt azonban rámutat, hogy mindkét esetben csak egy uralkodó ismert ezzel a névvel, így a két fennmaradó név valójában Szanhenré Szeuadzstu és Szanhenré Montuhotepi neve; az uadzs, nofer és anh hieratikus jelei hasonlítanak egymásra.

## Helye a kronológiában
Szanhenré Szeuadzstu pontos helye a XIII. dinasztia kronológiájában az előtte uralkodó királyokkal kapcsolatos bizonytalanságok miatt nem ismert. Darrell Baker szerint a dinasztia 34., Kim Ryholt szerint a 35., Jürgen von Beckerath szerint 29. uralkodója.

## Fordítás
- Ez a szócikk részben vagy egészben  a   Sankhenre Sewadjtu című angol Wikipédia-szócikk ezen változatának fordításán alapul.  Az eredeti cikk szerkesztőit annak laptörténete sorolja fel. Ez a jelzés csupán a megfogalmazás eredetét és a szerzői jogokat jelzi, nem szolgál a cikkben szereplő információk forrásmegjelöléseként.